# Cyclosa jose
Cyclosa jose är en spindelart som beskrevs av Levi 1999. Cyclosa jose ingår i släktet Cyclosa och familjen hjulspindlar.
Artens utbredningsområde är Costa Rica. Inga underarter finns listade i Catalogue of Life.